# Ayyarun
Ayyarun, Ayyaran ou Áyyār, (persan : عیار Ayyâr, pl. Ayyârân, arabe : عيار ʿayyār, pl. ʿayyārūn) est un terme désignant une catégorie de guerriers d'Iran et d'Irak du IXe siècle au XIIe siècle après J-C.
Les Ayyarun sont associés avec les futuwwa, à l'Islam et à la culture arabe, à partir de l'époque islamique de l'Iran à savoir quand les musulmans ont envahi la Perse à l'époque du calife Omar, en 637 de notre ère, toutefois l'origine des Ayyaran est pré-islamique et remonte à l'époque Sassanide.

## Étymologie
D'après l'Encyclopædia Iranica, le mot est traduit de l'arabe signifie littéralement voyou ou vagabond. La racine arabe du mot ayyar signifie « scélérats », définition héritée des dynasties omeyyades et abbassides alors en conflit avec l'Iran et qui montre comment celles-ci ont considéré ces groupes. La signification est débattue et pourrait dériver du mot arabe fata d'après le chercheur anglais Lloyd Ridgeon. Toutefois, le dictionnaire Dekhoda (en) définit les Ayyaran comme « les personnes qui suivent les principes de Javānmardi (en) », le code de conduite d'un jeune homme (Javan mard).
Le poème La chevelure de l’Aimée du Divân de Hâfez évoque les Ayyar comme des preux. Dans son analyse du texte, Claude-Claire Kappler, chercheuse au CNRS pour les littératures médiévales persanes et asiatiques, précise que « ce qui caractérise le ‘ayyâr, c’est qu’il n’agit pas dans son intérêt personnel, qu’il a pour règle de conduite des principes chevaleresques, même si l’évaluation de ces principes peut varier selon le point de vue, qu’il est brave, risque sa vie, supporte courageusement les rudes conditions d’une vie de dangers sans en attendre de profit. Il est sur une Voie où certains renoncements sont indispensables si l’on veut parvenir à une qualité d’humanité qui échappe aux gens du commun, lesquels, pour reprendre un terme bien connu en soufisme, sont « crus » (khâm) ».
Les auteurs de langue persane, comme le philosophe soufi Abu'l Hasan al-Hujwiri, mort vers 1072 de notre ère, prennent soin de distinguer les ayyaran bien guidés et ceux qui ne l'étaient pas : « Les hommes [Ayyaran] se divisent en deux catégories. Certains s’imaginent qu’ils travaillent pour Dieu [...] D’autres ne pensent ni à la récompense ni à la punition dans l’autre monde, pas plus qu’à l’ostentation et à la réputation dans ce monde, mais agissent uniquement par respect pour les commandements de Dieu ».
Dans la tradition arabe pré-islamique, le terme fata (jeune homme), s'applique à toute personne revendiquant des qualités spécifiques de jeunesse (futuwwa), telles que le courage, la générosité et la chevalerie. L'on peut dire que le futuwwa est donc le code de conduite de la chevalerie soufie.
Le terme de javanmardi présente de nombreuses similitudes avec le concept arabe de futuwwa, qui fait lui-même partie de la culture spirituelle de l'Islam. Son équivalent arabe fata désigne un chevalier errant ayant des qualités similaires.

## Histoire
Dans sa lecture occidentale, la compréhension de l'histoire des Ayyarun et de l'ayyari présente une confusion induite par la donnée islamique de l'histoire de l'Iran et qui de fait introduit une origine arabe supposée et diffusée notamment par les chercheurs anglais qui se sont limités à la lecture islamique de l'histoire de l'Iran et de la région.[pas clair][réf. nécessaire]
L'origine des Ayyaran se situe dans l'Iran pré-islamique et précisément de par son lien militaire traditionnel avec l'empire Sassanide dont la tradition guerrière rétablit les Iraniens en tant que superpuissance dans l'Antiquité tardive. Le concept s'étend dans la région iranienne (ou perse) au IXe siècle sous le règne de la dynastie Seljoukide ainsi que dans les provinces Sawad, dans l'actuel Irak.
Ces guerriers sont encouragés à suivre un code de conduite, le Javanmardi. Dans son Qabus-nama (en), le prince ziyaride Qabus-Ibn-Iskandar traite des principes de Javanmardi en vue de l'éducation de son fils. L'origine de ce texte est lié à l'Ayin Nameh (Livre des Coutumes et Usages), un texte sassanide disparu. Dans le contexte politique de l'époque, la dynastie Ziyaride tente de se rattacher au passé iranien pré-islamique. En tant que tel, le Javanmardi englobe l'idéal moral et la règle de conduite de nombreux groupes persans dont les Ayyaran.
Les premières sources islamiques combinent différentes traditions — iranienne, urbaine et aristocratique rurale — sous le même nom, rendant parfois difficile la compréhension précise de leurs racines. Les anciens chefs des groupes ayyaran descendaient des asbaran (en) sassanides à savoir les cavaliers,.
Les Ayyarun et la tradition du futuwwa sont associés aux pratiques soufies. Des érudits soufis, tels que Sulami et Suhrawardi, documentent le futuwwa comme une discipline éthique et spirituelle encourageant l'altruisme, la loyauté et le respect des droits dus à Dieu et aux autres. À mesure que le futuwwa soufi s'institutionnalise, le rôle des Ayyarun évolue de simples bandes de jeunes hommes vers un mouvement structuré, mêlant des éléments de mysticisme et de spiritualité à la chevalerie traditionnelle.
Au fil du temps, les confréries de futuwwa commencent à s'intégrer aux guildes et à s'organiser sur la base de leur métier ou commerce, un système qui s'est répandu dans les pays arabes après la conquête ottomane. La politique du calife al-Nāṣer[Qui ?] au XIIIe siècle a unifier les Ayyarun et à les discipliner, tout en intégrant les notables dans la gestion de ces groupes pour renforcer la cohésion sociale. Cette politique a favorisé la diffusion des idées de futuwwat en Asie Mineure et en Azerbaïdjan, où elles ont pris la forme de fraternités sous le nom de akī.

## Réputation dans la littérature
Dans le Samak-e-Ayyar, le terme ayyâr est antérieur à l'avènement de l'islam en Iran. Il met en scène les exploits de Samak, un chevalier (traduction possible de ayyar dans ce contexte) auxiliaire, et celui qu’il sert, le prince Khorchid Chah, fils unique du roi de Halab (Alep), Marzbân Chah. Les deux personnages sont liés par un code d’honneur, le javānmardi (ou fottowwa)[réf. nécessaire].
Revêtant des sens variés dans les sources persanes, il renvoie à un chevalier errant noble de cœur, droit et loyal dans les romances populaires, les textes soufis et la poésie, alors qu'il peut qualifier un simple bandit dans les textes historiques[réf. nécessaire].